# Ra'anana
Ra'anana (em hebraico:  רַעֲנָנָה) é uma cidade de Israel, no distrito Central, com 73.100 habitantes. Situada na Região Sarom, a cerca de 20 quilómetros de Tel Aviv. A cidade foi fundada em 1922 por pioneiros judeus dos Estados Unidos. O atual prefeito do município é Nahum Hofri. Seu nome em hebraico quer dizer "fresca", e de fato ali há inúmeros parques e áreas verdes.

## Demografia
A cidade hoje é o lar de muitos imigrantes dos países anglo-saxônicos, como os Estados Unidos, o Reino Unido e a África do Sul, mas, recentement, muitos de seus novos moradores são provenientes da França e da Argentina, assim como doutros países da Europa e da América Latina. O idioma inglês é falado por quase toda a população, junto ao hebraico. Nos primeiros anos de sua existência, os habitantes árabes da região chamavam a vila de "Amrikiya" ("Pequena América"), em alusão ao grande número de americanos presentes no local, muitos deles vindos de Nova York. Atualmente, a população é quase toda judaica. Os restantes são, majoritariamente, cidadãos não judeus da antiga União Soviética, seus descendentes ou seus esposos. A grande maioria é composta por judeus seculares, mas há também uma pequena minoria de ortodoxos, especialmente os da ordem hassídica de Cleveland.

## Economia
Ra'anana é uma das cidades mais ricas de Israel, é uma cidade extremamente segura e com um alto nível de qualidade de vida. Há também muitas indústrias de tecnologia, como a AMDOCS, NICE, HP e Micro Soft. Em Ra'anana encontra-se Bet-Lewinstein, um hospital de reabilitação de doentes graves e uma sede da Universidade Aberta de Israel, bem como outras instituições de área de saúde reconhecidas a nível nacional, sem falar das ótimas escolas da cidade.

## Geminações
Ra'anana possui as seguintes cidades-gémeas:
| - - Opsterland, Países Baixos (desde 1963) - - Bramsche, Alemanha (desde 1978) - - Boulogne-Billancourt, França (desde 1994) - - Verona, Itália (desde 1998) | - - Tainan, Taiwan (desde 1999) - - Atlanta, Estados Unidos (desde 2001) - - Goslar, Alemanha (desde 2006) |